# De Horte
De Horte is een huis en een landgoed in de Overijsselse gemeente Dalfsen. Het landgoed is omstreeks 80 hectare groot.

## Geschiedenis
Rond 1800 kocht de oud-resident aan het hof van de sultan van Mataram, Jo[h]annes Matthias van Rhijn, de terreinen De Horte en de voormalige havezate Dieze nabij Dalfsen. Dieze doopte hij om tot Mataram. De Horte werd door Van Rhijn omgedoopt tot Djokjakarta, maar die naam is niet beklijfd. De uit de 17e eeuw daterende oude bebouwing op de Horte werd in het begin van de 19e eeuw verbouwd tot een in neoclassicistische stijl vormgegeven bouwwerk. Na het overlijden van de zoon van Van Rhijn werden De Horte en Mataram in 1828 verkocht aan Johan Adriaan baron van Fridagh. De nieuwe eigenaar verbouwde het pand in het daarop volgende jaar. Ook in 1860 en in 1892 werd het pand verbouwd en onder meer uitgebreid met een serre en met een dienstvleugel.
In 1905 werd op het landgoed 't Witte Huis gebouwd, dat in die tijd dienstdeed als biljartkamer. Later kreeg dit huisje een woonbestemming. Na 1970 werd het landgoed De Horte gekocht door de stichting Landschap Overijssel, die er haar kantoor vestigde.
Grote delen van het landgoed De Horte zijn erkend als rijksmonument. Onder de rijksbescherming vallen het huis De Horte, de tuin, 't Witte Huis, een boerderij "de Horteboer", een tuinmanswoning c.q. koetshuis, enkele schuren, een prieel, een druivenkas, een bruggetje en een hek. Het landgoed wordt gezien als een belangrijk cultuur- en tuinhistorisch complex.

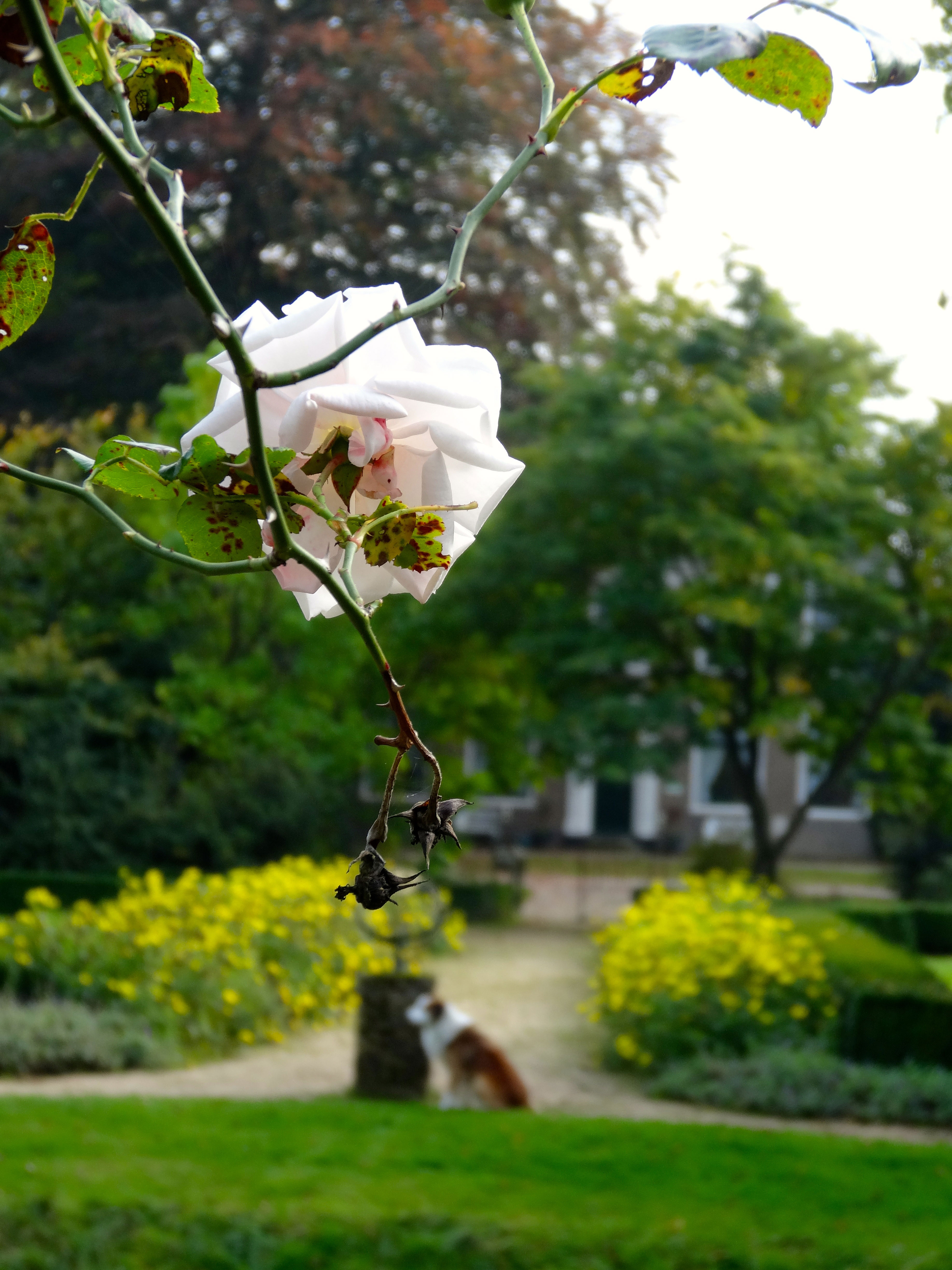
Tuin van De Horte
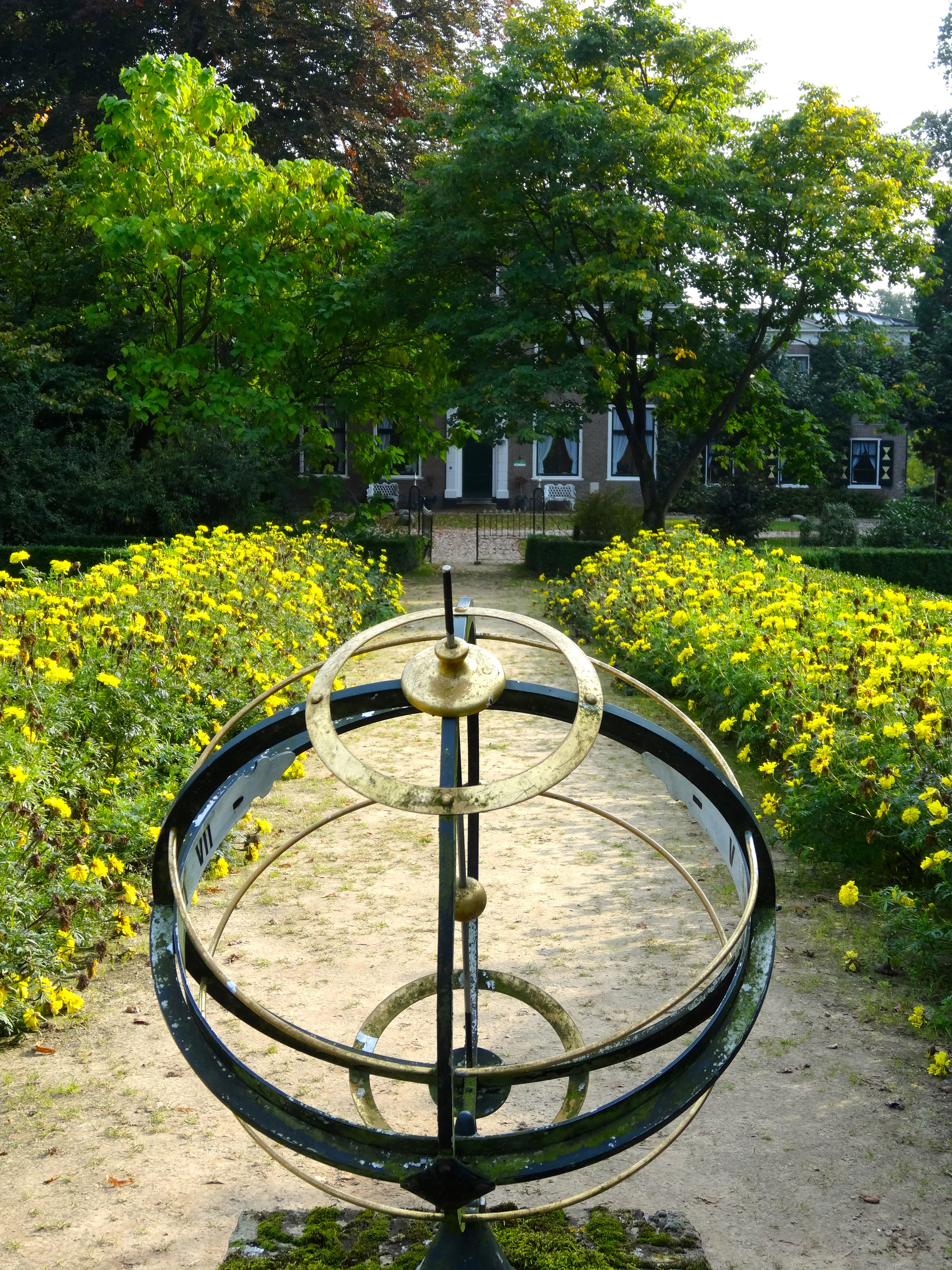
Zonnewijzer in de tuin van De Horte
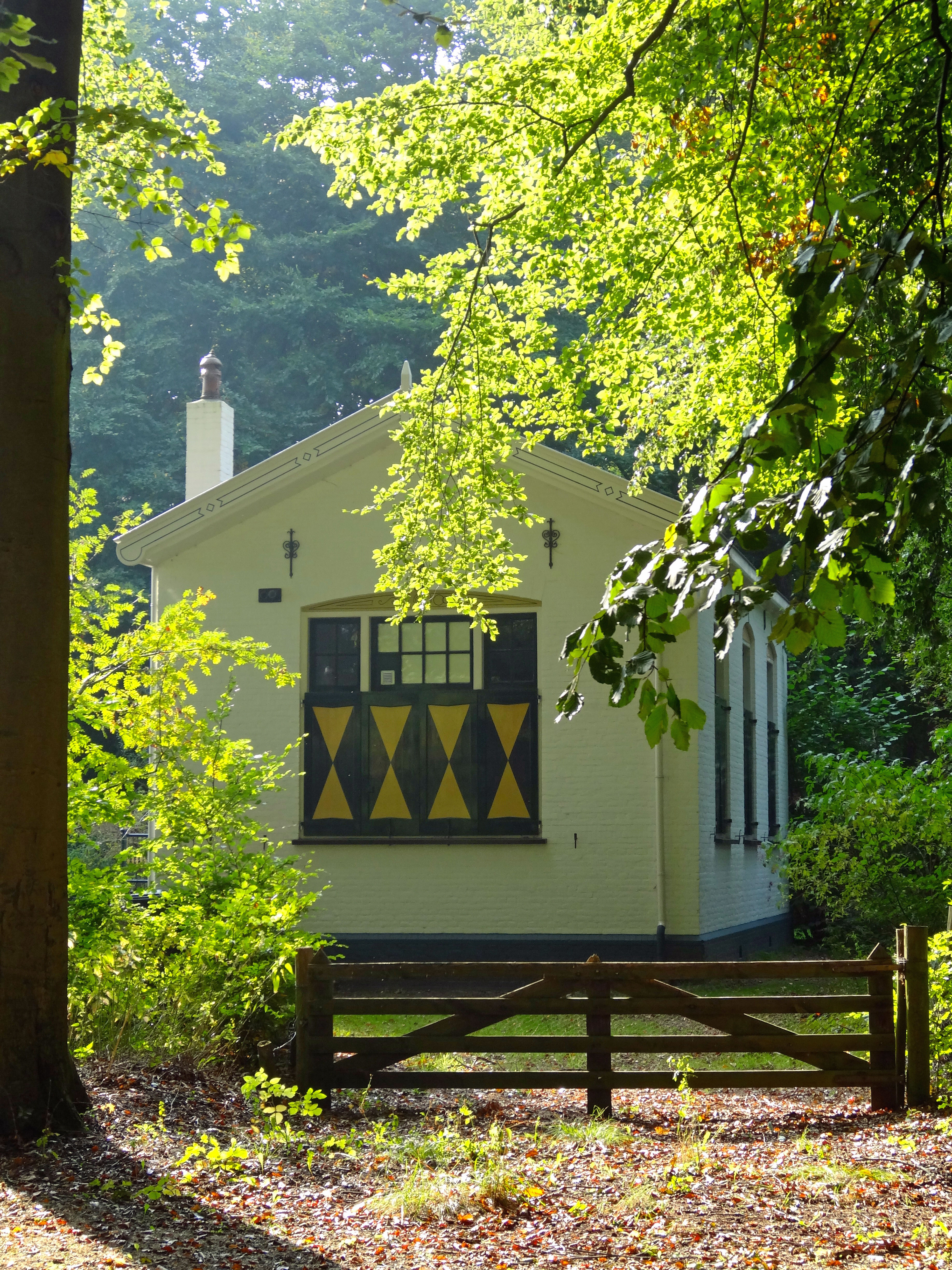
't Witte Huis op het landgoed De Horte